# 5999 Plescia
5999 Plescia è un asteroide areosecante. Scoperto nel 1987, presenta un'orbita caratterizzata da un semiasse maggiore pari a 2,2803396 UA e da un'eccentricità di 0,3050344, inclinata di 23,16959° rispetto all'eclittica.
L'asteroide è dedicato allo scienziato statunitense Jeffrey B. Plescia.